# Wolnica Grabowska
Wolnica Grabowska est une localité polonaise de la gmina de Burzenin, située dans le powiat de Sieradz en voïvodie de Łódź.